# Llista de topònims de Mont-ras
Llista de topònims (noms propis de lloc) del municipi de Mont-ras, al Baix Empordà
Informació actualitzada per un bot. Els canvis manuals es perdran quan s'actualitzi!

## casa
| imatge | Nom        | Ubicat a | instància de | Detalls                               | coordenades                                                                                               | Protecció                                  | Commons (més fotos)  | Dades a WD                    |
| ------ | ---------- | -------- | ------------ | ------------------------------------- | --- | ------------------------------------------ | -------------------- | ----------------------------- |
|        | Can Bofill | Mont-ras | casa         | Arquitecte: Ricard Bofill i Leví 1973 | 41° 54′ 23″ N, 3° 08′ 38″ E / 41.906436111111°N,3.1439527777778°E ca:C/ de la Font, 20 (Mont-ras) 80 msnm |                                            |                      | Modifica les dades a Wikidata |
|        | can Vidal  | Mont-ras | casa         | Estil: gòtic tardà 16th century       | 41° 54′ 31″ N, 3° 08′ 35″ E / 41.908518°N,3.143134°E ca:C. Major 81 msnm                                  | bé integrant del patrimoni cultural català | Can Vidal (Mont-ras) | Modifica les dades a Wikidata |

## entitat singular de població
| imatge | Nom                   | Ubicat a | instància de                                                                   | Detalls  | coordenades                                                               | Protecció | Commons (més fotos) | Dades a WD                    |
| ------ | --------------------- | -------- | ------------------------------------------------------------------------------ | -------- | ------------------------------------------------------------------------- | --------- | ------------------- | ----------------------------- |
|        | Canyelles             | Mont-ras | entitat singular de població                                                   | 78 hab   | 41° 53′ 16″ N, 3° 09′ 32″ E / 41.88785219°N,3.15898441°E 67 msnm          |           |                     | Modifica les dades a Wikidata |
|        | Molines               | Mont-ras | entitat singular de població                                                   | 18 hab   | 41° 54′ 06″ N, 3° 08′ 32″ E / 41.90159219°N,3.14234476°E 76 msnm          |           |                     | Modifica les dades a Wikidata |
|        | Mont-ras              | Mont-ras | entitat singular de població ens local històric de Catalunya capital municipal | 1374 hab | 41° 54′ 33″ N, 3° 08′ 37″ E / 41.909098°N,3.143561°E 89 msnm              |           |                     | Modifica les dades a Wikidata |
|        | Torre Simona          | Mont-ras | entitat singular de població                                                   | 201 hab  | 41° 54′ 00″ N, 3° 08′ 58″ E / 41.900129101501°N,3.1495726891867°E 39 msnm |           |                     | Modifica les dades a Wikidata |
|        | la Roqueta (Mont-Ras) | Mont-ras | entitat singular de població                                                   | 20 hab   | 41° 53′ 32″ N, 3° 09′ 35″ E / 41.892149°N,3.159642°E 47 msnm              |           |                     | Modifica les dades a Wikidata |

## masia
| imatge | Nom              | Ubicat a | instància de | Detalls       | coordenades                                                                 | Protecció | Commons (més fotos) | Dades a WD                    |
| ------ | ---------------- | -------- | ------------ | ------------- | --------------------------------------------------------------------------- | --------- | ------------------- | ----------------------------- |
|        | Ca l'Aliu        | Mont-ras | masia        |               | 41° 53′ 37″ N, 3° 09′ 32″ E / 41.8934912144948°N,3.15895251112075°E         |           |                     | Modifica les dades a Wikidata |
|        | Ca n'Olivet      | Mont-ras | masia        |               | 41° 52′ 54″ N, 3° 09′ 08″ E / 41.8816471862729°N,3.15233048461088°E         |           |                     | Modifica les dades a Wikidata |
|        | Cal Capità       | Mont-ras | masia        |               | 41° 54′ 13″ N, 3° 08′ 31″ E / 41.9037452219461°N,3.14196612399016°E         |           |                     | Modifica les dades a Wikidata |
|        | Cal Carreter     | Mont-ras | masia        |               | 41° 53′ 09″ N, 3° 08′ 48″ E / 41.8858966189048°N,3.14679610113759°E         |           |                     | Modifica les dades a Wikidata |
|        | Cal Gall         | Mont-ras | masia        |               | 41° 52′ 40″ N, 3° 10′ 05″ E / 41.87791461426°N,3.16792858591225°E           |           |                     | Modifica les dades a Wikidata |
|        | Cal Mariner      | Mont-ras | masia        |               | 41° 54′ 20″ N, 3° 08′ 37″ E / 41.9054454965438°N,3.14358551362989°E         |           |                     | Modifica les dades a Wikidata |
|        | Cal Rei          | Mont-ras | masia        |               | 41° 53′ 57″ N, 3° 08′ 24″ E / 41.899240587424°N,3.1399261312577°E           |           |                     | Modifica les dades a Wikidata |
|        | Can Barella      | Mont-ras | masia        |               | 41° 52′ 10″ N, 3° 10′ 34″ E / 41.8693186507322°N,3.1762206529546°E          |           |                     | Modifica les dades a Wikidata |
|        | Can Borbon       | Mont-ras | masia        |               | 41° 53′ 56″ N, 3° 08′ 05″ E / 41.8988632032739°N,3.13475808747568°E         |           |                     | Modifica les dades a Wikidata |
|        | Can Caramany     | Mont-ras | masia        |               | 41° 54′ 12″ N, 3° 08′ 34″ E / 41.9032938509072°N,3.14279702147443°E         |           |                     | Modifica les dades a Wikidata |
|        | Can Casildo      | Mont-ras | masia        |               | 41° 53′ 08″ N, 3° 09′ 21″ E / 41.8855065853031°N,3.15571453053551°E         |           |                     | Modifica les dades a Wikidata |
|        | Can Català       | Mont-ras | masia        |               | 41° 52′ 53″ N, 3° 09′ 48″ E / 41.8814068417062°N,3.16336988217297°E         |           |                     | Modifica les dades a Wikidata |
|        | Can Coma Cros    | Mont-ras | masia        |               | 41° 54′ 04″ N, 3° 08′ 31″ E / 41.9010522502377°N,3.14191193465752°E         |           |                     | Modifica les dades a Wikidata |
|        | Can Cornellà     | Mont-ras | masia        |               | 41° 54′ 07″ N, 3° 08′ 30″ E / 41.9018540634717°N,3.14174492305484°E         |           |                     | Modifica les dades a Wikidata |
|        | Can Corredor     | Mont-ras | masia        |               | 41° 53′ 17″ N, 3° 09′ 16″ E / 41.888048°N,3.154413°E 32 msnm                |           |                     | Modifica les dades a Wikidata |
|        | Can Càndid       | Mont-ras | masia        |               | 41° 54′ 13″ N, 3° 09′ 12″ E / 41.9036495426279°N,3.15333523868396°E         |           |                     | Modifica les dades a Wikidata |
|        | Can Ferriol      | Mont-ras | masia        |               | 41° 52′ 56″ N, 3° 09′ 00″ E / 41.8823075728862°N,3.15013849138913°E         |           |                     | Modifica les dades a Wikidata |
|        | Can Freixes      | Mont-ras | masia        |               | 41° 53′ 21″ N, 3° 08′ 53″ E / 41.8891193717014°N,3.14811734516331°E         |           |                     | Modifica les dades a Wikidata |
|        | Can Joanola      | Mont-ras | masia        |               | 41° 52′ 47″ N, 3° 09′ 06″ E / 41.8798197897427°N,3.1515789162916°E          |           |                     | Modifica les dades a Wikidata |
|        | Can Joanola      | Mont-ras | masia        |               | 41° 55′ 02″ N, 3° 08′ 40″ E / 41.9171624391916°N,3.14431120197393°E         |           |                     | Modifica les dades a Wikidata |
|        | Can Massot       | Mont-ras | masia        |               | 41° 54′ 24″ N, 3° 08′ 38″ E / 41.9065800348737°N,3.14384125489587°E         |           |                     | Modifica les dades a Wikidata |
|        | Can Medalla      | Mont-ras | masia        |               | 41° 54′ 09″ N, 3° 08′ 33″ E / 41.9024926357235°N,3.14248177164368°E         |           |                     | Modifica les dades a Wikidata |
|        | Can Medir        | Mont-ras | masia        |               | 41° 53′ 11″ N, 3° 09′ 03″ E / 41.8863057951289°N,3.15076256972901°E         |           |                     | Modifica les dades a Wikidata |
|        | Can Mero Rius    | Mont-ras | masia        |               | 41° 54′ 47″ N, 3° 08′ 19″ E / 41.9130172261582°N,3.13869474876086°E         |           |                     | Modifica les dades a Wikidata |
|        | Can Molines      | Mont-ras | masia        |               | 41° 54′ 01″ N, 3° 08′ 04″ E / 41.9002326608711°N,3.13439928944825°E         |           |                     | Modifica les dades a Wikidata |
|        | Can Mont         | Mont-ras | masia        |               | 41° 52′ 59″ N, 3° 09′ 25″ E / 41.8831901600688°N,3.15693828183067°E         |           |                     | Modifica les dades a Wikidata |
|        | Can Niell        | Mont-ras | masia        |               | 41° 52′ 57″ N, 3° 09′ 24″ E / 41.8824067644177°N,3.1567917341906°E          |           |                     | Modifica les dades a Wikidata |
|        | Can Parals       | Mont-ras | masia        | Estat: ruïnós | 41° 54′ 12″ N, 3° 08′ 44″ E / 41.903423°N,3.145491°E 61 msnm                |           |                     | Modifica les dades a Wikidata |
|        | Can Perelló      | Mont-ras | masia        |               | 41° 54′ 32″ N, 3° 08′ 27″ E / 41.9089615180387°N,3.14086838612215°E         |           |                     | Modifica les dades a Wikidata |
|        | Can Pipes Nou    | Mont-ras | masia        |               | 41° 53′ 29″ N, 3° 09′ 24″ E / 41.8914406790878°N,3.15675355326747°E         |           |                     | Modifica les dades a Wikidata |
|        | Can Pipes Vell   | Mont-ras | masia        |               | 41° 53′ 20″ N, 3° 09′ 29″ E / 41.8889889438654°N,3.15812169174667°E         |           |                     | Modifica les dades a Wikidata |
|        | Can Roquer       | Mont-ras | masia        |               | 41° 52′ 45″ N, 3° 10′ 30″ E / 41.8793001088471°N,3.1750067198459°E          |           |                     | Modifica les dades a Wikidata |
|        | Can Salva        | Mont-ras | masia        |               | 41° 54′ 17″ N, 3° 08′ 31″ E / 41.9046098440578°N,3.14199215281253°E         |           |                     | Modifica les dades a Wikidata |
|        | Can Sitjar       | Mont-ras | masia        |               | 41° 53′ 12″ N, 3° 08′ 48″ E / 41.8867796256295°N,3.14653294819495°E         |           |                     | Modifica les dades a Wikidata |
|        | Can Tauleret     | Mont-ras | masia        |               | 41° 53′ 13″ N, 3° 09′ 04″ E / 41.8869088874575°N,3.15104121587438°E         |           |                     | Modifica les dades a Wikidata |
|        | Can Totxo        | Mont-ras | masia        |               | 41° 53′ 49″ N, 3° 08′ 43″ E / 41.8969228241324°N,3.14535060393545°E         |           |                     | Modifica les dades a Wikidata |
|        | Can Tripera      | Mont-ras | masia        |               | 41° 53′ 12″ N, 3° 09′ 09″ E / 41.886654657163°N,3.1525834463597°E           |           |                     | Modifica les dades a Wikidata |
|        | Can Veí          | Mont-ras | masia        |               | 41° 52′ 55″ N, 3° 09′ 32″ E / 41.8818994836248°N,3.15889967452301°E 41 msnm |           |                     | Modifica les dades a Wikidata |
|        | Can Xargall      | Mont-ras | masia        |               | 41° 53′ 34″ N, 3° 09′ 02″ E / 41.8926469375911°N,3.1505122817272°E          |           |                     | Modifica les dades a Wikidata |
|        | Casa Caterina    | Mont-ras | masia        |               | 41° 53′ 23″ N, 3° 08′ 52″ E / 41.8896963355073°N,3.14770884448846°E         |           |                     | Modifica les dades a Wikidata |
|        | Mas Benet        | Mont-ras | masia        |               | 41° 52′ 53″ N, 3° 08′ 54″ E / 41.8813823593584°N,3.148219999805°E           |           |                     | Modifica les dades a Wikidata |
|        | Mas Burjacs      | Mont-ras | masia        |               | 41° 54′ 01″ N, 3° 08′ 02″ E / 41.9003864101232°N,3.13385709468106°E         |           |                     | Modifica les dades a Wikidata |
|        | Mas Florentí     | Mont-ras | masia        |               | 41° 53′ 29″ N, 3° 09′ 38″ E / 41.8914174366649°N,3.16053853057298°E         |           |                     | Modifica les dades a Wikidata |
|        | Mas Forner       | Mont-ras | masia        |               | 41° 53′ 31″ N, 3° 09′ 19″ E / 41.8920823068148°N,3.15517599900792°E         |           |                     | Modifica les dades a Wikidata |
|        | Mas Gorgoll      | Mont-ras | masia        |               | 41° 52′ 57″ N, 3° 09′ 28″ E / 41.8825765404252°N,3.15778046138675°E         |           |                     | Modifica les dades a Wikidata |
|        | Mas Mortera      | Mont-ras | masia        |               | 41° 53′ 07″ N, 3° 08′ 40″ E / 41.885413215791°N,3.14445668911423°E          |           |                     | Modifica les dades a Wikidata |
|        | Mas Petit        | Mont-ras | masia        |               | 41° 52′ 53″ N, 3° 08′ 35″ E / 41.881271902321°N,3.14298902783463°E          |           |                     | Modifica les dades a Wikidata |
|        | Mas Salgues      | Mont-ras | masia        |               | 41° 54′ 14″ N, 3° 08′ 38″ E / 41.9038689915341°N,3.14383516985796°E         |           |                     | Modifica les dades a Wikidata |
|        | Mas Torró        | Mont-ras | masia        |               | 42° 05′ 49″ N, 3° 04′ 03″ E / 42.0968620966225°N,3.0673826515146°E          |           |                     | Modifica les dades a Wikidata |
|        | Mas d'en Jonama  | Mont-ras | masia        |               | 41° 54′ 42″ N, 3° 08′ 22″ E / 41.9117642612982°N,3.1395361017605°E          |           |                     | Modifica les dades a Wikidata |
|        | el Poble del Rus | Mont-ras | masia        |               | 41° 52′ 33″ N, 3° 10′ 30″ E / 41.8759043546463°N,3.17511796892706°E         |           |                     | Modifica les dades a Wikidata |
|        | l'Estable        | Mont-ras | masia        |               | 41° 53′ 24″ N, 3° 08′ 32″ E / 41.8899283992215°N,3.14224893080861°E         |           |                     | Modifica les dades a Wikidata |
|        | la Mina Petita   | Mont-ras | masia        |               | 41° 54′ 50″ N, 3° 08′ 33″ E / 41.9139313415886°N,3.14243485816161°E         |           |                     | Modifica les dades a Wikidata |

## muntanya
| imatge | Nom                 | Ubicat a         | instància de | Detalls | coordenades                                                         | Protecció | Commons (més fotos) | Dades a WD                    |
| ------ | ------------------- | ---------------- | ------------ | ------- | ------------------------------------------------------------------- | --------- | ------------------- | ----------------------------- |
|        | Puig Morera         | Mont-ras         | muntanya     |         | 41° 52′ 25″ N, 3° 10′ 09″ E / 41.8736°N,3.16907°E 123.3 msnm        |           |                     | Modifica les dades a Wikidata |
|        | Puig de Cucala      | Mont-ras         | muntanya     |         | 41° 54′ 16″ N, 3° 08′ 13″ E / 41.90457778°N,3.13695556°E 194.8 msnm |           |                     | Modifica les dades a Wikidata |
|        | Puig de Gallifa     | Mont-ras         | muntanya     |         | 41° 53′ 13″ N, 3° 09′ 30″ E / 41.8869°N,3.15824°E 90.9 msnm         |           |                     | Modifica les dades a Wikidata |
|        | Puig de Migdia      | Mont-ras         | muntanya     |         | 41° 52′ 22″ N, 3° 09′ 26″ E / 41.87264444°N,3.15725833°E 84.8 msnm  |           |                     | Modifica les dades a Wikidata |
|        | Puig de Terme       | Palamós Mont-ras | muntanya     |         | 41° 52′ 12″ N, 3° 10′ 15″ E / 41.8701°N,3.17097°E 132.6 msnm        |           |                     | Modifica les dades a Wikidata |
|        | Puig de ses Forques | Mont-ras         | muntanya     |         | 41° 54′ 07″ N, 3° 09′ 16″ E / 41.90186111°N,3.15448889°E 67.2 msnm  |           |                     | Modifica les dades a Wikidata |

## platja
| imatge | Nom                     | Ubicat a | instància de                                         | Detalls               | coordenades                                                          | Protecció | Commons (més fotos) | Dades a WD                    |
| ------ | ----------------------- | -------- | ---------------------------------------------------- | --------------------- | -------------------------------------------------------------------- | --------- | ------------------- | ----------------------------- |
|        | cala de la Font Morisca | Mont-ras | platja                                               |                       | 41° 52′ 13″ N, 3° 10′ 37″ E / 41.87026368755481°N,3.17685006071847°E |           |                     | Modifica les dades a Wikidata |
|        | cala del Vedell         | Mont-ras | platja                                               |                       | 41° 52′ 20″ N, 3° 10′ 39″ E / 41.87236°N,3.177425°E                  |           | Cala del Vedell     | Modifica les dades a Wikidata |
|        | platja del Crit         | Mont-ras | platja platja nudista platja d'arena daurada codolar | Llarg: 50m Ample: 15m | 41° 52′ 14″ N, 3° 10′ 38″ E / 41.870655°N,3.177216°E                 |           | Cala del Crit       | Modifica les dades a Wikidata |

## torre de defensa
| imatge | Nom                | Ubicat a | instància de     | Detalls | coordenades                                               | Protecció                                            | Commons (més fotos)        | Dades a WD                    |
| ------ | ------------------ | -------- | ---------------- | ------- | --------------------------------------------------------- | ---------------------------------------------------- | -------------------------- | ----------------------------- |
|        | La Torre Simona    | Mont-ras | torre de defensa |         | 41° 53′ 52″ N, 3° 09′ 01″ E / 41.8978°N,3.15038°E         | bé d'interès cultural bé cultural d'interès nacional | La Torre Simona (Mont-ras) | Modifica les dades a Wikidata |
|        | Torre de Can Colom | Mont-ras | torre de defensa |         | 41° 54′ 24″ N, 3° 08′ 36″ E / 41.9066°N,3.14321°E 75 msnm | bé d'interès cultural bé cultural d'interès nacional |                            | Modifica les dades a Wikidata |

## Misc
| imatge | Nom                                         | Ubicat a                        | instància de        | Detalls                                | coordenades                                                           | Protecció                                  | Commons (més fotos)     | Dades a WD                    |
| ------ | ------------------------------------------- | ------------------------------- | ------------------- | -------------------------------------- | --------------------------------------------------------------------- | ------------------------------------------ | ----------------------- | ----------------------------- |
|        | Alzines Reclamadores de Torre Simona        | Mont-ras                        | arbre singular      | Taxon: alzina (Quercus ilex)           | 41° 53′ 51″ N, 3° 08′ 58″ E / 41.897602°N,3.149523°E                  |                                            |                         | Modifica les dades a Wikidata |
|        | Aubi                                        | Palafrugell Mont-ras Palamós    | curs d'aigua        | Desemboca: mar Mediterrània Llarg: 9km | 41° 55′ 24″ N, 3° 10′ 59″ E / 41.9233°N,3.18319°E                     |                                            | Aubi                    | Modifica les dades a Wikidata |
|        | Cabo Roig, Jardín Botánico, las Islas, etc. | Mont-ras Palafrugell            | indret històric     |                                        |                                                                       | bé d'interès cultural                      |                         | Modifica les dades a Wikidata |
|        | Casetes de pescadors a la cala del Crit     | Mont-ras                        | edifici             | Estil: arquitectura popular            | 41° 52′ 15″ N, 3° 10′ 38″ E / 41.870819°N,3.177354°E                  | bé cultural d'interès local                |                         | Modifica les dades a Wikidata |
|        | Escola Torres Jonama                        | Mont-ras                        | escola de Catalunya | Anomenat per: Josep Torres i Jonama    | 41° 54′ 30″ N, 3° 08′ 47″ E / 41.908441454°N,3.146281099°E            |                                            |                         | Modifica les dades a Wikidata |
|        | Jardí Botànic de Cap Roig                   | Calella de Palafrugell Mont-ras | jardí botànic       |                                        | 41° 52′ 35″ N, 3° 10′ 31″ E / 41.87628585174437°N,3.175193225595632°E |                                            | Jardíns de Cap Roig     | Modifica les dades a Wikidata |
|        | Sant Esteve de Mont-ras                     | Mont-ras                        | església            | Estil: gòtic flamíger                  | 41° 54′ 33″ N, 3° 08′ 37″ E / 41.9091°N,3.14352°E                     | bé integrant del patrimoni cultural català | Sant Esteve de Mont-ras | Modifica les dades a Wikidata |
|        | cap de Planes                               | Mont-ras                        | cap                 |                                        | 41° 52′ 03″ N, 3° 10′ 38″ E / 41.867457°N,3.177305°E                  |                                            | Cap de Planes           | Modifica les dades a Wikidata |
|        | casa consistorial de Mont-ras               | Mont-ras                        | casa consistorial   |                                        | 41° 54′ 29″ N, 3° 08′ 41″ E / 41.9080185°N,3.1446928°E                |                                            |                         | Modifica les dades a Wikidata |